# Alexander-von-Humboldt-Professur
Die Alexander-von-Humboldt-Professur ist ein seit 2008 von der Alexander-von-Humboldt-Stiftung vergebener Wissenschaftspreis.
Die Höhe des Preisgelds beträgt in der Regel 5 Millionen Euro für experimentell arbeitende oder 3,5 Millionen Euro für theoretisch arbeitende Wissenschaftler. Die für die ersten fünf Jahre bestimmte (anschließend übernimmt die jeweilige Hochschule die Finanzierung) Summe soll ein international konkurrenzfähiges Gehalt ermöglichen, der überwiegende Teil in den Aufbau von Forschungsteams und die Ausstattung von Laboren fließen. Damit ist der Preis der am höchsten dotierte Preis für Forschung in Deutschland und einer der höchst dotierten weltweit (der Nobelpreis ist mit ca. 1 Million Euro dotiert). Die A.v. Humboldt Professur wird auch als „deutscher Nobelpreis“ bezeichnet.
Die Nominierungen nehmen deutsche Hochschulen vor; außeruniversitäre Forschungseinrichtungen können eine Nominierung in Zusammenarbeit mit einer deutschen Hochschule erstellen. Preisträger müssen außerhalb Deutschlands arbeiten. Ihre Nationalität spielt keine Rolle.
Der Preis soll dazu beitragen, international renommierte Wissenschaftler aus dem Ausland nach Deutschland zu bringen, damit diese dort Spitzenforschung betreiben können; damit soll Deutschland als Forschungsstandort gestärkt werden.

## Preisträger
- Liste der Inhaber einer Alexander-von-Humboldt-Professur